# Dissalatore a energia solare

Schema di un distillatore ad energia solare

Il dissalatore a energia solare o dissalatore solare o, impropriamente, distillatore solare (in inglese solar still) è un sistema molto semplice per dissalare l'acqua con l'energia del Sole, specialmente quando non sono disponibili altri sistemi per la dissalazione.

## Differenza tra distillazione e dissalazione
Sebbene venga comunemente chiamato "distillatore", l'operazione unitaria che si svolge in un distillatore ad energia solare è una dissalazione. Questa improprietà di linguaggio deriva dall'uso comune di chiamare con il nome di "distillazione dell'acqua" quella che invece è una "dissalazione dell'acqua". La distillazione vera e propria è infatti un processo di separazione basato sulla differenza di volatilità tra le sostanze da separare, mentre la dissalazione avviene tramite un meccanismo di tipo diverso: infatti nella tecnica della dissalazione viene innalzata la temperatura in modo da fare evaporare l'acqua, mentre il sale rimane nella soluzione liquida, per cui raccogliendo l'acqua evaporata si otterrà acqua con una concentrazione minore di sali disciolti.

## Tipologie costruttive
Alcuni dissalatori solari hanno la forma di un cono o di una scatola. Per i distillatori solari a forma di cono, l'acqua da dissalare è inserita nel contenitore, dove evapora grazie al sole attraverso una superficie di plastica trasparente. Il vapore acqueo si condensa nel punto più alto e l'acqua gocciola verso il punto più basso dove viene raccolta e prelevata.

## Utilizzi
I distillatori solari vengono utilizzati dove non ci sono acquedotti o dove comunque l'acqua potabile non è facilmente reperibile ad esempio in regioni remote.
In Florida e in altre zone soggette ad uragani, dove in questi casi la corrente può mancare per alcuni giorni, la dissalazione solare può costituire una fonte alternativa di acqua potabile.
I distillatori solari sono utilizzati anche nei Paesi in via di sviluppo. Producono una quantità relativamente piccola di acqua e ancora più piccola dove l'acqua è marina o salmastra. Se la quantità di acqua non è adeguata, una soluzione è quella di aggiungere l'acqua dissalata all'acqua salata o salmastra purificata con altri metodi, per avere una quantità maggiore, abbassare la salinità e migliorare il gusto.
La costruzione di un distillatore ad energia solare è una tecnica di sopravvivenza che può essere utile per avere acqua potabile in caso di emergenza in regioni selvagge povere di acqua. Tuttavia questi strumenti producono raramente una quantità di acqua sufficiente per la sopravvivenza, e il sudore derivato dalla sua costruzione può facilmente superare la quantità prodotta giornalmente. Una condizione abbastanza importante è quella di non usare il distillatore per ottenere acqua in una situazione di estrema aridità, ma di utilizzare la distillazione per ottenere acqua pura, o lievemente salmastra in presenza di acqua inquinata o salmastra.
I distillatori ad energia solare possono estrarre l'acqua dall'umidità del terreno e per aumentare la quantità di umidità disponibile si può aggiungere altra acqua all'interno o all'esterno.
Dove non ci sono sorgenti di acqua possono essere utilizzati anche l'urina e della vegetazione lacerata.
Un metodo più semplice per realizzare un distillatore ad energia solare è avvolgere una borsa di plastica attorno ad un ramo, che abbia molte foglie, di un albero. La traspirazione dalle foglie dell'albero fornisce la fonte di acqua. Non si deve utilizzare alcun contenitore perché l'acqua gocciola direttamente nella borsa.